# Стрыкув (гмина)
Стрыкув (пол. Stryków) — гмина (волость) в Польше, входит как административная единица в Згежский повет, Лодзинское воеводство. Население — 12 046 человек (на 2004 год).

## Сельские округа
1. Анелин
2. Анелин-Свендовски
3. Бартолин
4. Братошевице
5. Чолек
6. Добешкув
7. Добра
8. Добра-Новины
9. Гоздув
10. Калинув
11. Келмина
12. Козле
13. Липка
14. Луги
15. Михалувек
16. Несулкув
17. Несулкув-Колёня
18. Новоставы-Гурне
19. Оссе
20. Плюдвины
21. Рокитница
22. Садувка
23. Сержня
24. Смолице
25. Сосновец
26. Сосновец-Пеньки
27. Стары-Имельник
28. Свендув
29. Тымянка
30. Варшевице
31. Воля-Блендова
32. Вжаск
33. Бронин
34. Выскоки
35. Заглоба
36. Зельгощ

## Прочие поселения
1. Бжедза
2. Цесарка
3. Добра-Подуховна
4. Калинув-Колёня
5. Казимежув
6. Кленк
7. Круцице
8. Липа
9. Млынек
10. Несулковске-Дзялки
11. Нова-Зельгощ
12. Новы-Гоздув
13. Новы-Калинув
14. Ожехувек
15. Романув
16. Сосновец-Дольны
17. Сосновец-Гурны
18. Стара-Зельгощ
19. Стары-Гоздув
20. Стары-Калинув
21. Суйки
22. Свендувек
23. Тымянка-Мала
24. Варшевице-Мале
25. Варшевице-Полесе
26. Витанувек
27. Волиска

## Соседние гмины
1. Гмина Бжезины
2. Гмина Дмосин
3. Гмина Гловно
4. Гловно
5. Лодзь
6. Гмина Новосольна
7. Гмина Згеж